# Federació Nacional dels Treballadors d'Angola
La Federació Nacional dels Treballadors d'Angola (portuguès Federação Nacional dos Trabalhadores de Angola, FNTA) era una organització sindical angolesa a l'exili, amb seu a Kinshasa. la FNTA fou fundada a mitjans de 1964 per dissidents de la Unió Nacional de Treballadors d'Angola (UNTA). S. David N'Dombasie era el secretari general de la FNTA. FNTA la seva base social era principalment el grup ètnic bazombo.
Poc després de la seva fundació, la FNTA va començar a buscar suport financer d'organismes sindicals a l'estranger (igual que molts altres grups d'exiliats a Kinshasa). FNTA va demanar a l'AFL-CIO estatunidenca suport material.
FNTA es va unir a la UGTA i a la CGTA per atacar la coalició CUACSA liderada per la UNTA, després que la CUACSA denunciés els altres sindicats amb base a Kinshasa.
Pel 1967 la FNTA havia deixat d'existir.